# Grand-Place d'Ypres
Pour les articles homonymes, voir Grand-Place (homonymie).
La Grand-Place (en néerlandais : Grote Markt) est la place centrale de la ville belge d'Ypres (province de Flandre-Occidentale). Avec une superficie d'environ 12 500 m2, il s'agit de la deuxième plus vaste grand-place de Flandre après celle de Saint-Nicolas.

## Architecture
Plusieurs immeubles anciens bordent la Grand-Place, certains ayant été reconstruits après la Première Guerre mondiale :
- Les Halles aux Draps (Lakenhalle van Ieper), de style gothique, surmontées par le beffroi d'Ypres repris au Patrimoine mondial de l'UNESCO,
- Het Nieuwerck, bâtiment de style Renaissance, contigu aux Halles aux Draps,
- Het Kasselrijhof, bâtiment de style Renaissance,

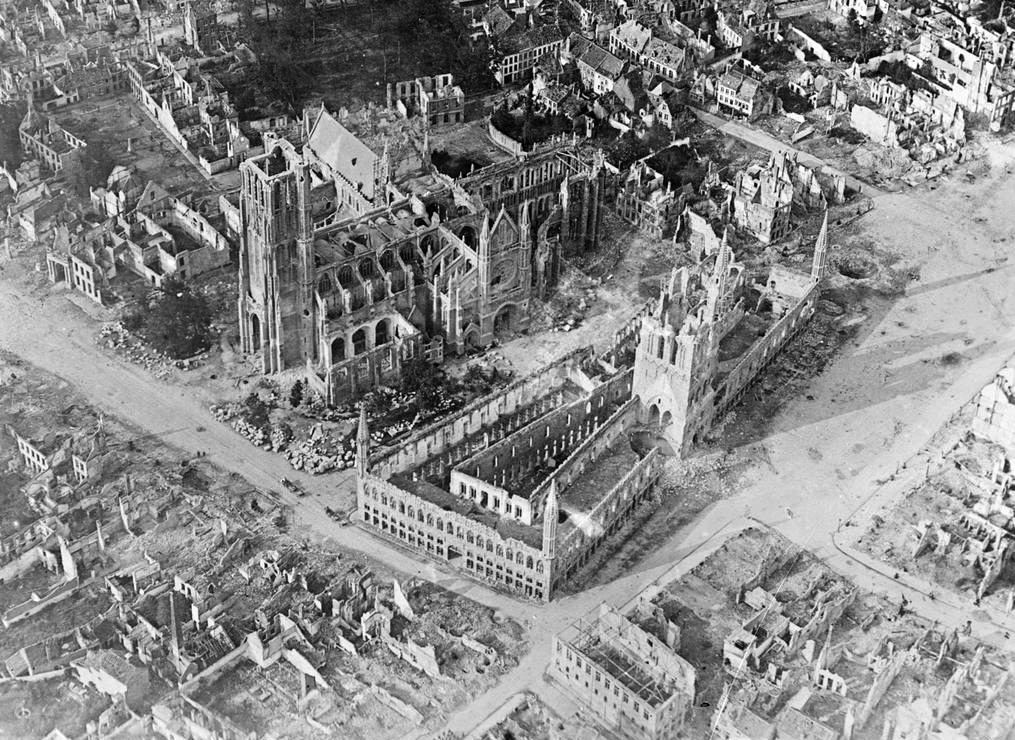
Ypres en ruine pendant la Première Guerre mondiale, les destructions ne sont pas terminées à ce stade.

- L'auberge In 't Klein Stadhuis,
- Het Gerechtshof.

## Activités
Chaque samedi se tient un marché couvrant la totalité de la place.